# Agonum sordens
Agonum sordens är en skalbaggsart som beskrevs av Kirby. Agonum sordens ingår i släktet Agonum och familjen jordlöpare. Inga underarter finns listade i Catalogue of Life.